# Strzępkoskórka cienka

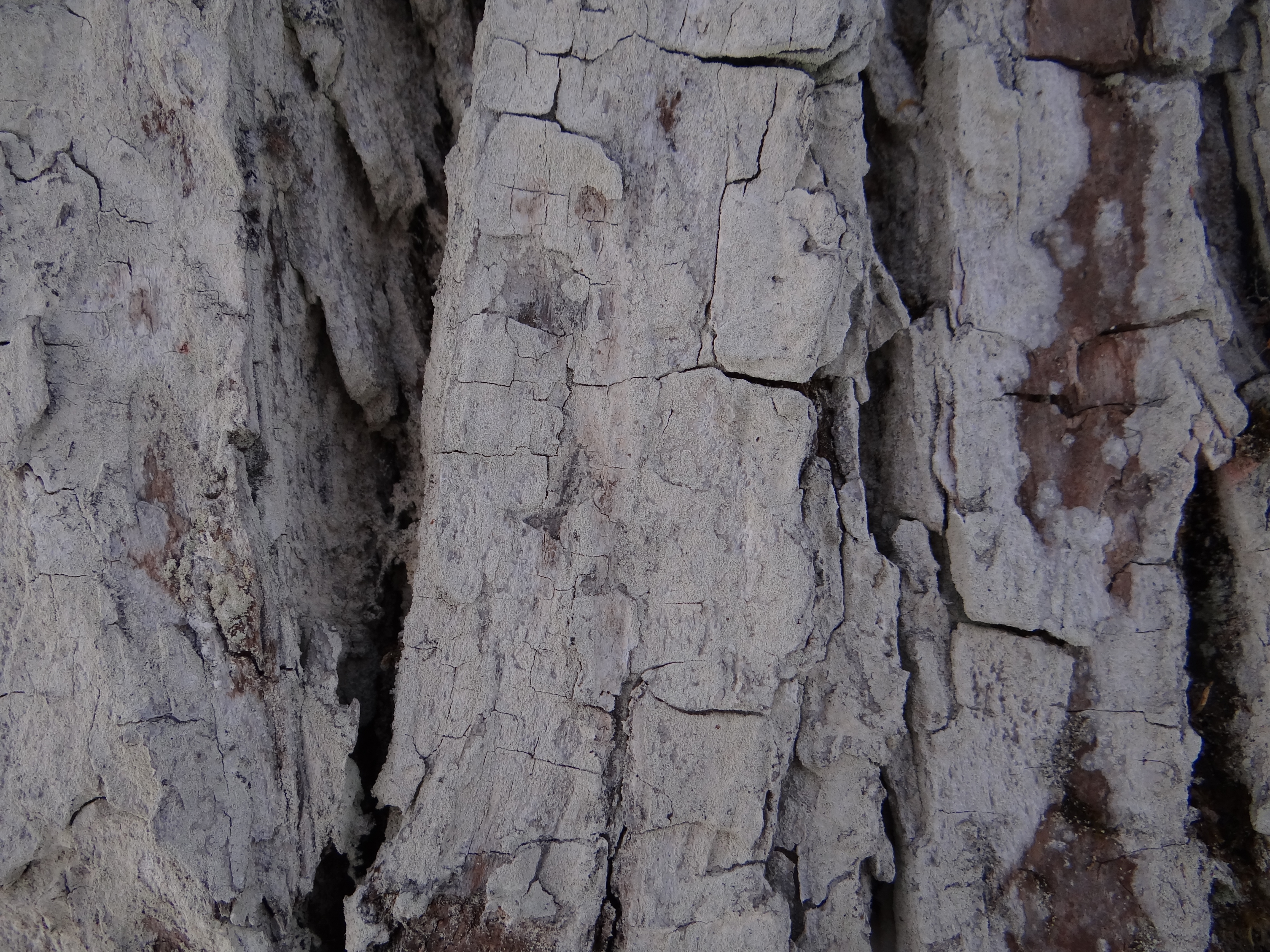

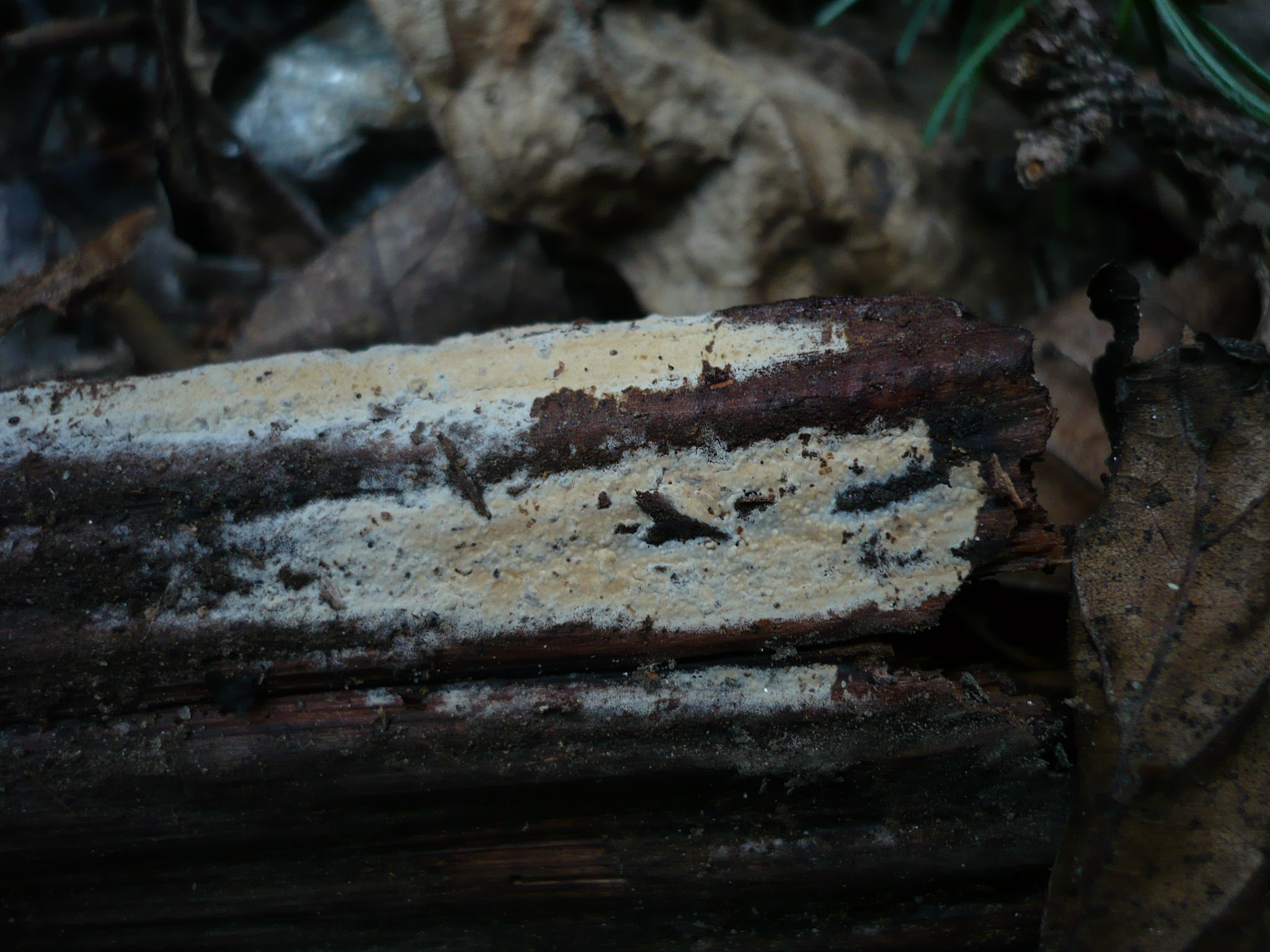

Strzępkoskórka cienka (Peniophorella praetermissa (P. Karst.) K.H. Larss.) – gatunek grzybów z rzędu szczeciniakowców (Hymenochaetales).

## Systematyka i nazewnictwo
Pozycja w klasyfikacji według Index Fungorum: Peniophorella, Rickenellaceae, Hymenochaetales, Agaricomycetidae, Agaricomycetes, Agaricomycotina, Basidiomycota, Fungi.
Po raz pierwszy opisał go w 1889 r. Petter Adolf Karsten nadając mu nazwę Peniophora praetermissa. Obecną nazwę nadał mu Karl-Henrik Larsson w 2007 r.
Synonimy:
- Corticium praetermissum (P. Karst.) Bres. 1903
- Corticium praetermissum var. bourdotii Bres. 1908
- Gloeocystidium praetermissum (P. Karst.) Höhn. & Litsch 1906
- Gloeocystidium tenue subsp. praetermissum (P. Karst.) Bourdot & Galzin 1928
- Hyphoderma praetermissum (P. Karst.) J. Erikss. & Å. Strid 1975
- Peniophora praetermissa P. Karst. 1889[2].

Polską nazwę zarekomendował Władysław Wojewoda w 1973 r. dla synonimu Hyphoderma praetermissum. Jest niespójna z aktualną nazwą naukową

## Morfologia
Owocnik rozpostarty, cienki (o grubości do 0,1 mm). Powierzchnia hymenialna o barwie od białawej do ochrowej, brzeg taki sam, nieodróżniający się od reszty owocnika.
Cechy mikroskopowe
System strzępkowy monomityczny. Strzępki ze sprzążkami, cienkościenne, o szerokości 3–4 µm, gęsto wyrastające z subhymenium. Cystydy trzech rodzajów:
- liczne, wrzecionowate gloeocystydy, 50–100 × 8–12 µm, cienkościenne, o jednorodnej zawartości,
- cylindryczne leptocystydy z zaokrąglonymi wierzchołkami, 20–80 × 6–8 µm, wystające nad hymenium, w różnej liczbie, często z inkrustowaną częścią wierzchołkową,
- bardzo zróżnicowane co do ilości stephanocystydy (od bardzo rzadkich do bardzo częstych), o szerokości 10–12 µm[4].

Podstawki niemal maczugowate, lekko pofałdowane, 20–30 × 6–7 µm, cienkościenne, z 4 sterygmami i sprzążką bazalną. Bazydiospory wąsko elipsoidalne do kiełbaskowatych, lekko zakrzywione, 8–12 × 4–5 µm, gładkie, z gutulami.

## Występowanie i siedlisko
Gatunek kosmopolityczny występujący na całym świecie, podano jego występowanie nawet na Antarktydzie. W Polsce pospolity.
Nadrzewny saprotrof. Występuje w różnego typu lasach, w parkach i w różnego typu zadrzewieniach, a także na drewnie budowlanym, zarówno liściastym, jak iglastym. Notowany na wielu gatunkach drzew, często występuje także na drewnie spaleniskowym.